# Stuck in the Middle with You
Stuck in the Middle with You, conosciuto anche come Stuck in the Middle, è un singolo del gruppo musicale scozzese Stealers Wheel, pubblicato nel 1972 come primo estratto dal primo album in studio Stealers Wheel.

## Descrizione
Il brano è stato scritto da Gerry Rafferty e Joe Egan ed è noto per essere una delle canzoni della colonna sonora del film Le iene di Quentin Tarantino.
È stato inoltre inserito in alcuni episodi delle serie televisive Nip/Tuck e My Name Is Earl.

## Cover
- 1980 Leif Garrett ha registrato una cover del brano nell'album Can't Explain.[3]

- 1985 Juice Newton ha registrato una cover del brano nell'album "Old Flame."

- 1995 La The Jeff Healey Band ha fatto uscire una cover del brano come terzo singolo estratto dall'album Cover to Cover.

- 2001 Una versione disco del brano realizzata da Louise ha raggiunto la posizione numero 4 nelle classifiche inglesi dei singoli UK Singles Chart.[4][5]

- 2015 La versione del brano interpretata da Grace Potter è stata utilizzata come sigla iniziale della serie televisiva Grace and Frankie sul canale Netflix.

- 2019 Il musicista ShadyVox[6] ha realizzato una cover del brano [7] per promuovere l'animazione Sheriff Hayseed. [8]

- 2019 Josh Turner Guitar ha realizzato una cover del brano con Reina del Cid alla voce e chitarra, Toni Lindgren alla chitarra slide e Carson McKee alle percussioni. Il video ha superato i 4 milioni di visualizzazioni[9]

Altre cover del brano sono state effettuate da artisti come Susanna Hoffs, Michael Bublé, Keith Urban e Collin Raye e dai gruppi Eagles of Death Metal e Lazlo Bane.